# Вебстер (Њујорк)
Вебстер (енгл. Webster) град је у америчкој савезној држави Њујорк.

## Демографија
По попису из 2010. године број становника је 5.399, што је 183 (3,5%) становника више него 2000. године.
| Група             | 2000.         | 2010.         |
| Белци             | 4.589 (88,0%) | 4.384 (81,2%) |
| Афроамериканци    | 214 (4,1%)    | 281 (5,2%)    |
| Азијати           | 191 (3,7%)    | 307 (5,7%)    |
| Хиспаноамериканци | 109 (2,1%)    | 282 (5,2%)    |
| Укупно            | 5.216         | 5.399         |